# Galesloot
Galesloot is een voormalig kasteel en ridderhofstad bij Nieuwegein in de Nederlandse provincie Utrecht. Het huis Galesloot komt voor in de 17e-eeuwse lijst van ridderhofsteden, onder vermelding van het jaartal 1380. In 1994 werden nabij Galecopperdijk 5 resten van zwaar muurwerk van een rechthoekig gebouw van 11,5 bij 9 m gevonden. De muren van dit versterkte huis of woontoren, mogelijk het huis Galesloot, hadden vermoedelijk een dikte van ongeveer 0,75 m. Op kaarten uit het begin van de 17e eeuw komt de naam Galesloot al niet meer voor.
Kasteel Ter Aa (Breukelen) ·
Aastein ·
Slot Abcoude ·
Amaliastein ·
Nieuw-Amelisweerd ·
Oud-Amelisweerd ·
Kasteel Amerongen ·
Kasteel Batestein (Harmelen) ·
Kasteel Batestein (Vianen) · 
De Beest ·
Bergestein ·
Beverweerd ·
Blasenburg ·
Blikkenburg ·
Blommesteyn ·
Bolenstein ·
Bolsweerd ·
Bottestein ·
Kasteel Broekhuizen ·
Bruinenburg ·
Huis Cammingha ·
Clarenborg ·
Coelhorst ·
De Batau ·
Dompselaer ·
Huis Doorn ·
Drakenburg (kasteel) ·
Drakensteyn ·
Kasteel Duurstede ·
Huis Ter Eem ·
Eijkelenburg ·
Emmickhuizen ·
Den Engh ·
Essenstein ·
Everstein (Everdingen) ·
Everstein (Jutphaas) ·
Den Eyck ·
Galesloot ·
Kasteel Geerestein ·
Gildenborgh ·
Kasteel Ten Goye ·
Grauwert ·
Grijpestein ·
Groenestein (Langbroek) ·
Kasteel Groeneveld (Baarn) ·
Groenewoude (Woudenberg) ·
Gunterstein ·
Kasteel de Haar ·
Kasteel Hagestein ·
Hamtoren ·
Kasteel Hardenbroek ·
Huis Harmelen ·
Ridderhofstad Heemstede ·
Kasteel Heemstede ·
Heimenberg ·
Heimerstein ·
Huis Herlaar ·
Ter Heul ·
Heulestein ·
Hindersteyn ·
Kasteel Ter Horst (Achterberg) ·
Isselt ·
Kasteel IJsselstein ·
Jagenstein ·
Kersbergen ·
Killestein ·
Kronenburg (kasteel) ·
Kasteel Levendaal ·
Lichtenberg (Woudenberg) ·
Lievendaal (Amerongen) ·
Landgoed Linschoten ·
Kasteel Linschoten ·
Lockhorst ·
Kasteel Loenersloot ·
Kasteel Lunenburg ·
Huis Maarsbergen ·
Marckenburg ·
Ter Meer ·
Ter Mey (Haarzuilens) ·
Huis te Mijdrecht ·
Huis te Mijnden ·
Kasteel Moersbergen ·
Kasteel Montfoort ·
Natewisch ·
Te Nesse ·
Kasteel Nijenrode ·
Nijenstein ·
Nijeveld ·
Noordwijk (Langbroek) ·
Huis te Oosterwijk ·
Oostwaard (Utrecht) ·
Op de Bol ·
Oud-Broekhuizen ·
Ridderhofstad Oudaan ·
Huis Oudegein ·
Oudenhorst ·
Plettenburg (kasteel) ·
Huis De Polle ·
Prattenburg ·
Kasteel Putkop ·
Randenbroek (park) ·
Remmerstein ·
Kasteel Renswoude ·
Rhijnauwen ·
Kasteel Rhijnestein ·
Huis Riebeek ·
Kasteel Rijnenburg ·
Rijnestein ·
Rijneveld ·
Kasteel Rijnhuizen ·
Rijningen ·
Huis Rijnsweerd ·
Rijpickerwaard · 
Kasteel Rijsenburg ·
De Roetert ·
Rumelaar ·
Kasteel Ruwiel ·
Royestein ·
Kasteel Sandenburg ·
Kasteel Schalkwijk ·
Kasteel Schonauwen ·
Schurenburg ·
Snaafburg ·
Snellenburg ·
Paleis Soestdijk ·
Steenhuis (Lopik) ·
Kasteel Sterkenburg ·
Stormerdijk ·
Landgoed Stoutenburg ·
Ten Massche ·
Valkenburg (Rhenen) ·
Huis te Velde ·
Kasteel Veldenstein ·
Hofstede te Vliet ·
Huis te Vleuten ·
Huis te Vliet (Lopik) ·
Huis te Vliet (Oudewater) ·
Vogelpoel ·
Huis te Voorn ·
Vredelant ·
Vronestein ·
Vuijlcop ·
Kasteel Walenburg ·
Wayenstein (Amerongen) ·
Kasteel Weerdenburg ·
Weerdesteyn ·
Weerestein ·
Hof ter Weyde ·
Wickenburgh ·
Wijnestein ·
Wiltenburg (Utrecht) ·
Kasteel van Woerden ·
Huis Woudenberg ·
Huis te Woudenberg (I) ·
Huis te Woudenberg (II) ·
Wulven ·
Kasteel Oud-Wulven ·
Wulvenhorst ·
Slot Zeist ·
Kasteel Zuilenburg ·
Zuileveld ·
Slot Zuylen ·
Huis Zuylenstein